# ミェシュコ2世 (ポーランド王)
ミェシュコ2世ランベルト （Mieszko II Lambert、990年 - 1034年5月10日）は、ポーランド王。

## 生涯
ボレスワフ1世と王妃エムニルダ（ラウジッツ領主の娘とみられる）の子として生まれた。当時としては非常に良い教育を受けた人物で、ギリシャ語とラテン語の読み書きができたという。1013年頃からクラクフ知事を務め、教会を多く建てていた。
1025年にグニェズノで即位。1028年初頭からドイツ軍の侵入に悩まされ、逆にザクセンまで敵を追い返したこともある。ハンガリー王国と同盟して、ハンガリーによるウィーン占領に参加。
庶兄ベスプリムの存在は、年長者相続制をとってきたポーランドにおいてミェシュコの王位を脅かすものであった。彼は兄を修道院へ追いやるが、兄はキエフ大公ヤロスラフ1世の軍事支援を得て舞い戻り、1031年にミェシュコ軍を敗退させて王位に就いた。ベスプリムはドイツの宗主権を認め、王冠や王家の宝石をドイツへ渡し、国土をミェシュコの同母弟オトン、従弟ティエドリックとともに分割した。ボヘミアへ逃げたミェシュコはほどなくして政権を奪還したが、称号は王ではなく公であった。彼は、ベスプリムを殺害し、オトンを排除して（彼は自身の部下に殺害された）再び国を統一した。
この後の経過は現在でも謎のままであるが、ミェシュコは1034年に急死した。歴史家は貴族による暗殺と推測している。ミェシュコの死後、異教信仰を保持し続ける農民が大規模反乱を起こした（この反乱の原因と日付は不明である）。

## 子女
1013年、エッツォ家のロタリンギア宮中伯エッツォの娘で神聖ローマ皇帝オットー3世の姪にあたるリヘザ・ロタリンスカと結婚。
- リグザ（1013年 - 1075年） -　ハンガリー王ベーラ1世妃
- カジミェシュ1世（1016年 - 1058年）
- ゲルトルダ（1025年 - 1108年）-　キエフ大公イジャスラフ1世妃